# Cimetière militaire britannique de Terlincthun
Le cimetière militaire britannique de Terlincthun, ou Terlincthun British Cemetery, est un cimetière des première et seconde guerres mondiales situé sur la commune de Wimille, à la frontière des communes de Boulogne-sur-Mer et Wimereux, dans le département du Pas-de-Calais.

## Localisation
Ce vaste cimetière de forme trapézoïdale est situé dans l'extrême sud du territoire de la commune de Wimille, dans le hameau de Terlincthun (qui dépend de la commune de Wimereux). L'entrée du cimetière se trouve sur la frontière entre les communes de Wimille et Boulogne-sur-Mer.

## Historique
Durant toute la Première Guerre mondiale, Wimille resta loin du front qui sera stabilisé à une soixantaine de kilomètres à l'est. À partir d'octobre 1914 et durant les  quatre années de la guerre, un important hôpital fut installé à Boulogne. Les soldats décédés dans cet hôpital des suites de leurs blessures étaient inhumés dans le cimetière de l'Est, l'un des cimetières de la ville.  Le cimetière de Terlincthun a été inauguré en juin 1918, lorsque les places disponibles pour les inhumations dans les cimetières civils de Boulogne et de Wimereux furent épuisés. En juillet 1920, le cimetière contenait plus de 3 300 sépultures, mais Terlincthun resta pendant de nombreuses années un cimetière ouvert et des tombes continuèrent d'y être transférées à partir de sites isolés et d'autres lieux de sépulture en France où son entretien ne pouvait être assuré. Pendant la Seconde Guerre mondiale, de violents combats se déroulèrent dans la région en 1940 et 1944. Le bombardement de 1940 et pendant l'occupation allemande ont causé des dommages considérables au cimetière
.

## Caractéristique
Le cimetière contient maintenant 4 580 sépultures du Commonwealth de la Première Guerre mondiale, dont 117 de la Seconde Guerre mondiale, et plus de 200 sépultures de guerre de nationalités différentes, pour la plupart allemandes. 
Le cimetière a été conçu par Herbert Baker.

## Sépultures
| Pays             | Sépultures |
| ---------------- | ---------- |
| Royaume-Uni      | 3 859      |
| Canada           | 326        |
| Allemagne        | 192        |
| Australie        | 114        |
| Afrique du Sud   | 42         |
| Nouvelle-Zélande | 32         |
| Empire russe     | 10         |
| Inde             | 4          |
| Pologne          | 1          |
| Total            | 4 580      |

## Pour approfondir